# Laskówka (województwo podkarpackie)
Laskówka – wieś w Polsce, położona w województwie podkarpackim, w powiecie rzeszowskim, w gminie Dynów.
W latach 1975–1998 miejscowość administracyjnie należała do województwa przemyskiego.

## Części wsi
| SIMC    | Nazwa         | Rodzaj    |
| ------- | ------------- | --------- |
| 1000769 | Dział         | część wsi |
| 1000775 | Górna Wieś    | część wsi |
| 0601662 | Kalwaria      | część wsi |
| 0601679 | Kimlina       | część wsi |
| 0601685 | Kocyłówka     | część wsi |
| 0601691 | Liszki        | część wsi |
| 0601700 | Łukawica      | część wsi |
| 0601716 | Miasteczko    | część wsi |
| 0601722 | Podlesie      | część wsi |
| 0601739 | Pohorysko     | część wsi |
| 0601745 | Poręby        | część wsi |
| 0601751 | Siemianowskie | część wsi |

## Historia
Wieś położona jest w północno-wschodniej części gminy Dynów. Pierwsze wzmianki pochodzą z 1425 r., kiedy nosiła nazwę Laskowa Wola i posiadała prawo niemieckie. Zapiska sądowa z 1436 r. mówi, że należała Laskówka wówczas do Małgorzaty z Dynowa, córki Piotra Kmity. Wchodziła zawsze w skład dóbr dynowskich stanowiąc własność ich posiadaczy. W skład klucza dóbr, które posiadał. W skład klucza dóbr, które posiadał Stanisław Mateusz Stadnicki, a potem jego syn Marcin Stadnicki w II poł. XVI w. wchodził między innymi Jawornik Polski z wsiami: Laskówka, Kosztowa, Huta Kosztowska, i Hadle.
W Słowniku Geograficznym Królestwa Polskiego opisana jest następująco: "Laskówka, wieś w powiecie brzozowskim, nad potokiem Dąbrowa. Leży w okolicy pagórkowatej i lesistej na północ od gościńca z Dubiecka do Domaradza. Od zachodu i północy jest otoczona lasami pokrywającymi wzgórza, które w najwyższym punkcie sięgają 419 m n.p.m. Ta wieś będąca częścią Bachórza ma 687 mieszkańców, z których 161 jest rzymskokatolickich, a 526 osób należy do parafii greckokatolickiej w Bachórzu."
W połowie XIX wieku właścicielem posiadłości tabularnej w Laskówce był Franciszek Skrzyński. Ówczesny właściciel, Franciszek Skrzyński posiadał 224 m pola, 23 m łąk i ogrodów, 24 m pastwisk i 423 m lasu. W obecnej wsi przeważa nowa zabudowa, a jej mieszkańcy, jak zawsze, zajmują się głównie rolnictwem.

## Urodzeni w Laskówce
- Gracjan Klaudiusz Fróg (1911–1951) ps. „Góral”, „Szczerbiec”   – kapitan broni pancernych Wojska Polskiego II Rzeczypospolitej; dowódca 3 Wileńskiej Brygady Armii Krajowej.